# 郭广平
郭广平（1971年8月24日—），安徽合肥人，中国大陆男演员，南京军区政治部前线文工团一级演员、特型演员（三次饰演周恩来，两次饰演粟裕，一次饰演邓小平。），中国戏剧梅花奖得主。代表作有《决战南京》、《粟裕大将》、《人间正道是沧桑》、《大决战》等。